# Kriegsfilm

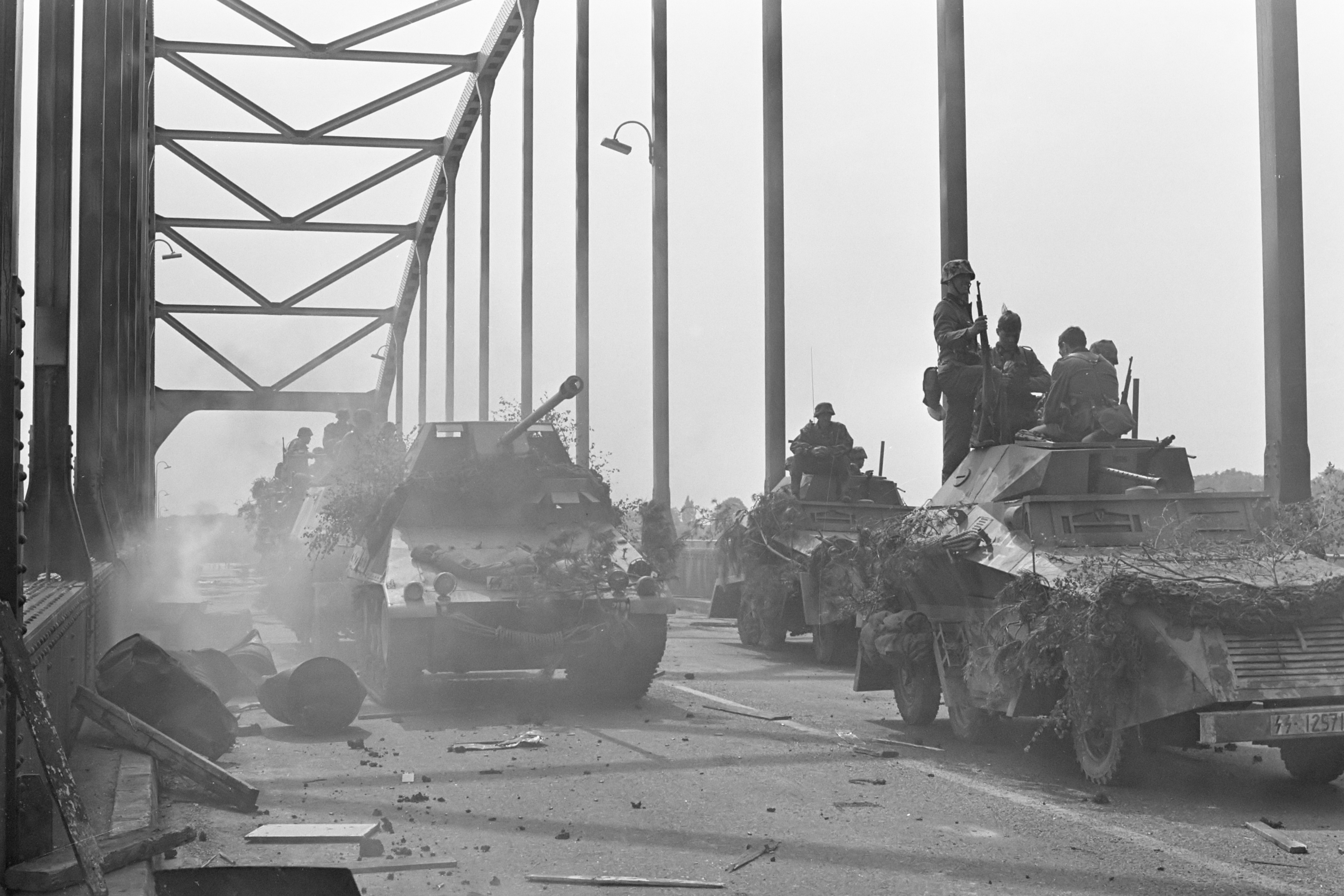
Dreharbeiten einer Brückenüberquerung zum Film Die Brücke von Arnheim

Der Kriegsfilm als Filmgenre umfasst diejenigen Spielfilme, also Kino- oder Fernsehfilme, in denen die kriegerischen Auseinandersetzungen den Hintergrund für die handelnden Personen abgeben und deren Handlungsstränge ganz oder zum großen Teil in einem Kriegsszenario verlaufen. In Abgrenzung zum Abenteuerfilm, Historien- oder Antikenfilm mit Schlachtenszenen versteht man unter dem Genre Kriegsfilm die filmische Reflexion technisierter moderner Kriege. Der erste nachweisbare Kriegsfilm ist Combat naval en Grèce (Seegefecht in Griechenland) von Georges Méliès aus dem Jahre 1897, dessen Handlung im Türkisch-Griechischen Krieg angesiedelt ist.

## Abgrenzung
Als Kriegsfilme im eigentlichen Sinn gelten in der derzeitigen medienwissenschaftlichen Diskussion nur Spielfilme, nicht aber Dokumentarfilme. Ein Konsens darüber, wie viel Krieg in einem Film vorhanden sein muss, um ihn zum Kriegsfilm zu machen, lässt sich nur in Ansätzen finden. Da das Vorkommen von Konflikten und auch ihre Lösung durch verschiedene Arten von Gewalt im Grunde in allen Genres notwendig ist, um eine dramatische Struktur entstehen zu lassen, bot sich aufgrund der in ihm stattfindenden physischen und psychischen Bedrohungen schon immer der Krieg an, um vor seinem Hintergrund den Kampf des Helden um sein Schicksal zu veranschaulichen. Deshalb finden sich kriegerische Elemente auch oft
- in Dramen (Wie ein Licht in dunkler Nacht, 1992),
- in der Science-Fiction (Independence Day, 1996) oder
- in Fantasyfilmen (Der Herr der Ringe: Die zwei Türme, 2002).

Während einige Autoren diese Filme zu den Kriegsfilmen zählen wollen, geht die Mehrheitsmeinung dahin, nur jene Filme als Kriegsfilme zu bezeichnen, die kriegerische Konflikte des 20. Jahrhunderts als Thema oder als Hintergrund haben. Dies schließt allerdings auch Filme aus, die – zum Teil in breiter Form – Kriege vergangener Jahrhunderte thematisieren (Alexander, 2004 oder Master & Commander – Bis ans Ende der Welt, 2003) und die demnach eher als Historienfilme bezeichnet werden. Eine Ausnahme bilden im US-amerikanischen Raum die Filme über den Sezessionskrieg, der bereits zu den modernen Kriegen gezählt wird und Filme vor diesem Hintergrund deshalb als Kriegsfilme gelten.

## Antikriegsfilm
Der Begriff Antikriegsfilm – von Regisseur Francis Ford Coppola noch anders gebraucht – bezeichnet dagegen in der neueren filmwissenschaftlichen Diskussion kein eigenes Genre mehr, sondern wird nur noch als Prädikat für jene Kriegsfilme verwendet, die in bewusst zum Frieden mahnender Absicht die Schrecken des Krieges zeigen. Ein solches Prädikat ist jedoch höchst subjektiv; es gibt kaum Filme, die unbestritten als Antikriegsfilme gelten.
Beispiele für Antikriegsfilme sind:
- 1930: Im Westen nichts Neues (All Quiet on the Western Front, Regie: Lewis Milestone, USA – Erster Weltkrieg)
- 1930: Westfront 1918 (Regie: Georg Wilhelm Pabst, Deutschland – Erster Weltkrieg)
- 1957: Wege zum Ruhm (Paths of Glory, Regie: Stanley Kubrick, USA – Erster Weltkrieg)
- 1959: Die Brücke (Regie: Bernhard Wicki, Deutschland – Zweiter Weltkrieg)
- 1964: Dr. Seltsam oder: Wie ich lernte, die Bombe zu lieben (Dr. Strangelove or: How I Learned to Stop Worrying and Love the Bomb, Regie: Stanley Kubrick, USA – Kalter Krieg)
- 1965: The War Game (Regie: Peter Watkins, Vereinigtes Königreich – fiktiver Atomkrieg)
- 1967: Wie ich den Krieg gewann (How I Won the War, Regie: Richard Lester, Vereinigtes Königreich – Zweiter Weltkrieg)
- 1968: Ich war neunzehn (Regie: Konrad Wolf, DDR)
- 1970: Bataillon der Verlorenen (Uomini contro, Regie: Francesco Rosi, Italien/Jugoslawien – Erster Weltkrieg)
- 1971: Johnny zieht in den Krieg (Johnny Got His Gun, Regie: Dalton Trumbo, USA – Erster Weltkrieg)
- 1972: Schlachthof 5 (Slaughterhouse-Five, Regie: George Roy Hill, USA – Zweiter Weltkrieg)
- 1978: Catch-22 – Der böse Trick (Catch-22, Regie: Mike Nichols, USA – Zweiter Weltkrieg)
- 1983: WarGames – Kriegsspiele (WarGames – Kriegsspiele), (Regie: John Badham, USA – fiktiver Atomkrieg)
- 1985: Komm und sieh (Иди и смотри, Regie Elem Klimow, Sowjetunion – Zweiter Weltkrieg)
- 1986: Wenn der Wind weht (When the Wind Blows, Zeichentrickfilm, Regie: Jimmy T. Murakami, Vereinigtes Königreich – fiktiver Atomkrieg)
- 1986: Platoon (Regie: Oliver Stone, USA  – Vietnamkrieg)
- 1987: Full Metal Jacket (Regie: Stanley Kubrick, USA – Vietnamkrieg)
- 1987: Hamburger Hill (Regie: John Irvin, USA – Vietnamkrieg)
- 1993: Stalingrad (Regie: Joseph Vilsmaier, Deutschland – Zweiter Weltkrieg)
- 1996: Der Unhold (The Ogre, Regie: Volker Schlöndorff, Deutschland/Frankreich/Vereinigtes Königreich – Zweiter Weltkrieg)
- 2005: Merry Christmas (Joyeux Noël, Regie: Christian Carion, Deutschland/Frankreich/Vereinigtes Königreich/Belgien/Norwegen/Rumänien – Erster Weltkrieg)

## Merkmale des Kriegsfilms
Vereinfacht ausgedrückt thematisiert der Kriegsfilm auf der narrativen Ebene Auseinandersetzungen unter Verwendung moderner Waffen- und Kriegstechnik. Eine Eigenschaft der modernen Kriegsführung ist die vollständige Anonymisierung des einzelnen Soldaten aufgrund der großen Reichweite und des oft großen Vernichtungspotentials moderner Waffen. In einer Gegenbewegung dazu zeigen die Kriegsfilme der 1980er Jahre vermehrt die männliche Körperlichkeit und einen archaischen Krieger (Rambo, 1982), während gerade neuere Kriegsfilme in besonderer Weise die Verletzungsanfälligkeit des menschlichen Körpers und die Möglichkeit seiner Zerstörung inszenieren. Ein Beispiel hierfür ist Der Soldat James Ryan (1998).
Das heißt, die Aussagen von Kriegsfilmen bewegen sich zwischen den extremen Polen Kriegspropaganda (Sands of Iwo Jima / Du warst unser Kamerad, R.: Allan Dwan, 1949; Von Richthofen and Braun / Manfred von Richthofen – Der Rote Baron, R.: Roger Corman, 1970) und unreflektierter Gewaltverherrlichung (Rambo: First Blood Part II / Rambo II – Der Auftrag, 1985) bis zu Kritik am Prinzip Krieg und Pazifismus im Antikriegsfilm (Die durch die Hölle gehen / The Deer Hunter, R.: Michael Cimino, USA 1978; Vietnamkrieg; Coming Home – Sie kehren heim – R.: Hal Ashby, 1978, Vietnamkrieg).
Diese Eingliederung des Einzelnen in die kollektive „Militärmaschinerie“ wird in vielen Filmen verdeutlicht, wenn die Hauptperson als Rekrut lernt, sich in den militärischen Alltag einzufügen (Full Metal Jacket, 1987 oder in Jarhead – Willkommen im Dreck, 2005). Gleichwohl muss sich die Hauptfigur auch hier als Individuum beweisen. Dies geschieht in den meisten Kriegsfilmen dadurch, dass die Hauptfigur ein möglichst perfekter Soldat wird, mit anderen Worten: indem der Held den Krieg meistert, gewinnt er seine Individualität zurück.
Anhand visueller, auditiver und narrativer Merkmale kann man die Grundstruktur von Kriegsfilmen folgendermaßen beschreiben:
- Der Kriegsfilm ist eine Mischung aus fiktionalen (Filmhandlung) und non-fiktionalen Elementen (historisch existenter Kriegsschauplatz, Typ und Wirkung der Waffen). Mag auch die Geschichte fiktional sein, so ist doch dem Zuschauer bewusst, dass das Gezeigte durchaus so oder ähnlich stattgefunden haben könnte. Gleichzeitig weiß der Zuschauer meist, welche Gruppen sich gegenüberstehen und wie der historische Ausgang dieses Konfliktes war. Dies steigert zum einen den Anspruch der Zuschauer an den Realitätsgehalt des Films im Gegensatz zu z. B. dem Actionfilm, zum anderen erhält der Kriegsfilm durch die Nähe zum tatsächlich Geschehenen eine gewisse „Denkmal-Funktion“ – er hält Schrecken vergangener Kriege in Erinnerung.

- Die unterschiedlichen Schauplätze und Waffengattungen des Kriegs bestimmen die Dramaturgie des Kriegsfilms wesentlich mit: Pazifischer Inselkrieg, Krieg in Europa mit Städtebombardierungen und Grabenkrieg, Vietnamkrieg mit Dschungelkampf, Wüstenkrieg mit Sonne, Durst, Desorientierung, großen Entfernungen und massiven Panzerschlachten, Bürgerkrieg mit Häuserkampf oder Krieg in Japan mit atomarer Bombardierung unterscheiden sich ebenso stark wie die Dramaturgie der Waffengattungen: Luftkrieg (Luftschlacht um England, 1969), Grabenkrieg (Im Westen nichts Neues, 1930), U-Boot-Krieg (Das Boot, 1981), Guerillakrieg (La Milagrosa/Guerilla War – Gefangen in der Hölle, 2008), Bürgerkrieg (Viva la muerte – Es lebe der Tod, 1971), Darstellung von Gefangenenlagern (So weit die Füße tragen, 2001), oder Versuch einer historischen Rekonstruktion mit allen Waffengattungen (Der längste Tag, 1961)[9]

- Protagonist des Kriegsfilms ist entweder, wie oben angedeutet, ein Individuum, der sich in der Situation von Krieg und Armee beweisen und eine Entwicklung durchlaufen muss, oder eine Anzahl unterschiedlicher Individuen, die sich über interne Differenzen hinweg zu einer Einheit entwickeln müssen, um erfolgreich die Bedrohungen meistern zu können.

Diese Plots verleiten einen Teil der Zuschauer dazu, Krieg und Soldatentum zu idealisieren – als „Charakterschmiede“ bzw. als „wahre Kameradschaft unter Männern“ in einer militärischen Gemeinschaft.
- Inszeniert wird der Kriegsfilm als visuell-auditives Spektakel. Bei der filmischen Umgesetzung der Kampfhandlungen verwendet der Kriegsfilm Stunts, pyrotechnische und auditive Effekte, die denen des Actionfilms ähneln. Dies bzw. die Flut der visuellen und auditiven Eindrücke kann eine kritische Reflexion des Filmes erschweren. Oft wird dieser Vorwurf dem Film Apocalypse Now gemacht (R: Francis Ford Coppola, USA 1979).

## Beispiele erfolgreicher Kriegsfilme
Exemplarisch können hier folgende einflussreiche Filme genannt werden:
- 1915: Die Geburt einer Nation (The Birth of a Nation, Regie: David W. Griffith, USA – Amerikanischer Bürgerkrieg)
- 1930: Im Westen nichts Neues (All Quiet on the Western Front, Regie: Lewis Milestone, USA – Erster Weltkrieg)
- 1943: Wem die Stunde schlägt (For Whom the Bell Tolls, Regie: Sam Wood, USA – Spanischer Bürgerkrieg)
- 1957: Wege zum Ruhm (Paths of Glory, Regie: Stanley Kubrick, USA – Erster Weltkrieg)
- 1959: Die Brücke (Regie: Bernhard Wicki, Deutschland – Zweiter Weltkrieg)
- 1962: Der längste Tag (The Longest Day, Regie: Ken Annakin, Andrew Marton, Bernhard Wicki, Darryl F. Zanuck, USA – Zweiter Weltkrieg)
- 1970: M*A*S*H (Regie: Robert Altman, USA – Koreakrieg)
- 1978: Die durch die Hölle gehen (The Deer Hunter, Regie: Michael Cimino, USA – Vietnamkrieg)
- 1979: Apocalypse Now (Regie: Francis Ford Coppola, USA – Vietnamkrieg)
- 1981: Das Boot (Regie: Wolfgang Petersen, Deutschland – Zweiter Weltkrieg)
- 1986: Platoon (Regie: Oliver Stone, USA – Vietnamkrieg)
- 1987: Full Metal Jacket (Regie: Stanley Kubrick, USA – Vietnamkrieg)
- 1989: Geboren am 4. Juli (Born on the Fourth of July, Regie: Oliver Stone, USA – Vietnamkrieg)
- 1998: Der Soldat James Ryan (Saving Private Ryan, Regie: Steven Spielberg, USA – Zweiter Weltkrieg)
- 2001: No Man’s Land (Ničija zemlja, Regie: Danis Tanović, Bosnien-Herzegowina – Balkankonflikt)
- 2001: Black Hawk Down (Regie: Ridley Scott, USA – Schlacht von Mogadischu im Somalischen Bürgerkrieg)
- 2004: Brotherhood (Taegukgi hwinalrimyeo, Regie: Kang Je-gyu, Südkorea – Koreakrieg)
- 2006: Flags of Our Fathers und Letters from Iwo Jima (Regie: Clint Eastwood, USA – Zweiter Weltkrieg)
- 2014: American Sniper (Regie: Clint Eastwood, USA – Dritter Golfkrieg)
- 2017: Dunkirk (Regie: Christopher Nolan, Vereinigtes Königreich, USA, Frankreich, Niederlande – Schlacht und Evakuierung von Dünkirchen)
- 2018: They Shall Not Grow Old (Regie: Peter Jackson, Vereinigtes Königreich – Erster Weltkrieg)
- 2019: 1917 (Regie: Sam Mendes, USA, Vereinigtes Königreich – Erster Weltkrieg)

## Wissenschaft und Forschung
Der Kriegsfilm ist Untersuchungs- und Forschungs-Gegenstand verschiedener wissenschaftlicher Disziplinen, z. B. der Filmwissenschaft und der Geschichtswissenschaft.

## Bibliographie
- Werner Barg, Thomas Plöger, Peter Wilckens: Kino der Grausamkeit: die Filme von: Sergio Leone, Stanley Kubrick, David Lynch, Martin Scorsese, Oliver Stone, Quentin Tarantino. Hrsg.: Bundesverband Jugend und Film e. V. (BJF). Frankfurt am Main 1996, ISBN 3-89017-147-8.
- Thomas Bohrmann, Mathias Grandl: „Jeder Krieg ist anders, jeder Krieg ist gleich“: Krieg im Film. In: Thomas Bohrmann, Werner Veith, Stephan Zöller (Hrsg.): Handbuch Theologie und Populärer Film. Band 1. Ferdinand Schöningh, Paderborn 2007, ISBN 978-3-506-72963-7, S. 79–94.
- Peter Bürger: Kino der Angst. Terror, Krieg und Staatskunst aus Hollywood. 1. Auflage. Schmetterling Verlag, Stuttgart 2005, ISBN 3-89657-471-X. 2. Auflage. (durchges. und erw.). Schmetterling Verlag, Stuttgart 2007, ISBN 978-3-89657-472-5.
- Peter Bürger: Bildermaschine für den Krieg. Das Kino und die Militarisierung der Weltgesellschaft. Heise, Hannover 2007, ISBN 978-3-936931-45-7.
- Nikolaus Buschmann, Dieter Langewiesche (Hrsg.): Der Krieg in den Gründungsmythen europäischer Nationen und der USA. Campus-Verlag, Frankfurt am Main 2003, ISBN 3-593-37368-8.
- James Chapman: War and film. Reaktion Books, London 2008, ISBN 1-86189-347-7.
- Bernhard Chiari, Matthias Rogg, Wolfgang Schmidt (Hrsg.): Krieg und Militär im Film des 20. Jahrhunderts. Oldenbourg, München 2003, ISBN 3-486-56716-0.
- Benedikt Descourvières: Kriegs-Schnitte: „Wege zum Ruhm“, „Full metal jacket“ und „Independence day“ im Deutschunterricht. Gardez!-Verlag, Sankt Augustin 2002, ISBN 3-89796-078-8.
- Thomas Elsaesser, Michael Wedel: Körper, Tod und Technik: Metamorphosen des Kriegsfilms, Konstanz University Press, Konstanz 2016.
- Frauen und Film (Heft 61): Krieg & Kino: no mail days are sad days. Stroemfeld, Frankfurt am Main 2000, ISBN 3-87877-861-9.
- Heinz-B. Heller, Burkhard Röwekamp, Matthias Steinle (Hrsg.): All Quiet on the Genre Front? Zur Praxis und Theorie des Kriegsfilms. Schüren, Marburg 2007 (Aufblende. Schriften zum Film 12). doi:10.25969/mediarep/14359
- Carsten Hennig: Rebirth of a Nation – Das Kino im amerikanischen Kriegsdiskurs. In: Newsletter Arbeitskreis Militärgeschichte (NLAKM) 23, Oktober 2004.
- Knut Hickethier (Hrsg.): Der Film in der Geschichte: Dokumentation der GFF-Tagung. Edition Sigma, Berlin 1997, ISBN 3-89404-917-0.
- Gebhard Hölzl, Matthias Peipp: Fahr zur Hölle, Charlie!: Der Vietnamkrieg im amerikanischen Film. Heyne, München 1991, ISBN 3-453-04630-7.
- Stephan Jaeger, Christer Petersen (Hrsg.): Zeichen des Krieges in Literatur, Film und den Medien. Band II: Ideologisierung und Entideologisierung. Ludwig, Kiel 2006, ISBN 3-937719-00-8.
- Ernst Karpf (Red.): Kino und Krieg: von der Faszination eines tödlichen Genres. Hrsg. von der Evangelischen Akademie Arnoldshain und dem Gemeinschaftswerk der Evangelischen Publizistik e. V.; Frankfurt am Main 1989, ISBN 3-921766-41-9 (Arnoldshainer Filmgespräch. Band 6).
- Andre Kagelmann, Reinhold Keiner: „Lässig beginnt der Tod, Mensch und Tier zu ernten.“ Überlegungen zu Ernst Johannsens Roman Vier von der Infanterie und G. W. Pabsts Film WESTFRONT 1918. In: Ernst Johannsen: Vier von der Infanterie. Ihre letzten Tage an der Westfront 1918. Hrsg. v. denselben. Media Net-Edition, Kassel 2014, ISBN 978-3-939988-23-6, S. 80–113.
- Hermann Kappelhoff, David Gaertner, Cilli Pogodda (Hrsg.): Mobilisierung der Sinne: Der Hollywood-Kriegsfilm zwischen Genrekino und Historie (Traversen), Vorwerk 8, Berlin 2013.
- Thomas Klein, Marcus Stiglegger, Bodo Traber: Filmgenres: Kriegsfilm. Reclam, Stuttgart 2006, ISBN 3-15-018411-8.
- Siegfried Kracauer: Von Caligari zu Hitler. Eine psychologische Geschichte des deutschen Films. Suhrkamp Taschenbuch Wissenschaft, Frankfurt am Main 1999, ISBN 3-518-28079-1.
- Martin Löffelholz (Hrsg.): Krieg als Medienereignis, Band 2: Krisenkommunikation im 21. Jahrhundert. VS Verlag für Sozialwissenschaften, Wiesbaden 2004, ISBN 3-531-13997-5.
- Harald Müller: Demokratie, die Medien und der Irak-Krieg. Zum Kriegsdiskurs in Europa und Amerika. Leibniz-Institut Hessische Stiftung Friedens- und Konfliktforschung, Frankfurt am Main 2003, ISSN 0945-9332 (HSFK Standpunkte Nr. 6 / 2003; online-Kurzbeschreibung; PDF; 150 kB).
- Eckhard Pabst: „Let’s go and get this thing done!“ – Krieg als die Fortsetzung kultureller Differenzen mit anderen Mitteln in Ridley Scotts Black Hawk Down. In: Christer Petersen (Hrsg.): Zeichen des Krieges in Literatur, Film und den Medien. Band I: Nordamerika und Europa. Ludwig, Kiel 2004, ISBN 3-933598-81-8, S. 170–194.
- Gerhard Paul: Bilder des Krieges – Krieg der Bilder. Die Visualisierung des modernen Krieges. Schöningh, München 2004, ISBN 3-506-71739-1 (Schöningh, früher: ISBN 3-7705-4053-0 (Fink)).
- Christer Petersen: Der unbekannte Feind – Vietnam im filmischen Diskurs. In: Christer Petersen (Hrsg.): Zeichen des Krieges in Literatur, Film und den Medien. Band I: Nordamerika und Europa. Ludwig, Kiel 2004, ISBN 3-933598-81-8, S. 194–231.
- Stefan Reinecke: Hollywood goes Vietnam. Der Vietnamkrieg im US-amerikanischen Film. Hitzeroth, Marburg 1993, ISBN 3-89398-115-2.
- Rikke Schubart, Fabian Virchow, Debra White-Stanley, Tanja Thomas (Hrsg.): War Isn´t Hell, It´s Entertainment. Essays on Visual Media and the Representation of Conflict. Jefferson, NC/London (McFarland & Company, Inc., Publishers) 2009, ISBN 978-0-7864-3558-6.
- Michael Strübel (Hrsg.): Film und Krieg. Die Inszenierung von Politik zwischen Apologetik und Apokalypse. Leske + Budrich, Opladen 2002, ISBN 3-8100-3288-3.
- Paul Virilio: Krieg und Kino. Logistik der Wahrnehmung. Fischer-Taschenbuch-Verlag, Frankfurt am Main 1989, ISBN 3-596-26645-9.
- Paul Virilio: Krieg und Fernsehen. Fischer-Taschenbuch-Verlag, Frankfurt am Main 1997, ISBN 3-596-13778-0.
- Nicole Weigel-Klinck: Die Verarbeitung des Vietnam-Traumas im US-amerikanischen Spielfilm seit 1968. Coppi-Verlag, Alfeld/Leine 1996, ISBN 3-930258-35-8.
- Thomas Willms: Von Black Hawk Down zu Generation Kill. Hyperrealismus in neueren amerikanischen Kriegsfilmen, in: Klaus-Jürgen Bruder, Christoph Bialluch, Jörg Hein (Hg.): Krieg um die Köpfe. Der Diskurs der Verantwortungsübernahme – psychologische, sozialwissenschaftliche und medienkritische Betrachtungen. Psychosozial-Verlag, Gießen 2016, ISBN 3-8379-2540-4, ISBN 978-3-8379-2540-1, ISBN 978-3-8379-6809-5